# WTA de Fez
O WTA de Fez – ou Grand Prix SAR La Princesse Lalla Meryem, na última edição – foi um torneio de tênis profissional feminino, de nível WTA International.
Realizado em Fez, no norte do Marrocos, durou seis anos. Os jogos eram disputados em quadras de saibro durante o mês de abril. Após 2012, foi substituído pelo WTA de Marrakech.

## Finais

### Simples
| Ano  | Campeã                  | Vice-campeã             | Resultado  |
| ---- | ----------------------- | ----------------------- | ---------- |
| 2012 | Kiki Bertens            | Laura Pous Tió          | 7–5, 6–0   |
| 2011 | Alberta Brianti         | Simona Halep            | 6–4, 6–3   |
| 2010 | Iveta Benešová          | Simona Halep            | 6–4, 6–2   |
| 2009 | Anabel Medina Garrigues | Ekaterina Makarova      | 6–0, 6–1   |
| 2008 | Gisela Dulko            | Anabel Medina Garrigues | 7–62, 7–65 |
| 2007 | Milagros Sequera        | Aleksandra Wozniak      | 6–1, 6–3   |

### Duplas
| Ano  | Campeãs                                 | Vice-campeãs                            | Resultado         |
| ---- | --------------------------------------- | --------------------------------------- | ----------------- |
| 2012 | Petra Cetkovská Alexandra Panova        | Irina-Camelia Begu Alexandra Cadanțu    | 3–6, 7–65, [11–9] |
| 2011 | Andrea Hlaváčková Renata Voráčová       | Nina Bratchikova Sandra Klemenschits    | 6–3, 6–4          |
| 2010 | Iveta Benešová Anabel Medina Garrigues  | Lucie Hradecká Renata Voráčová          | 6–3, 6–1          |
| 2009 | Alisa Kleybanova Ekaterina Makarova     | Sorana Cîrstea Maria Kirilenko          | 6–3, 2–6, [10–8]  |
| 2008 | Sorana Cîrstea Anastasia Pavlyuchenkova | Alisa Kleybanova Ekaterina Makarova     | 6–2, 6–2          |
| 2007 | Vania King Sania Mirza                  | Andreea Ehritt-Vanc Anastasia Rodionova | 6–1, 6–2          |